# セドナ (吹奏楽曲)
セドナ（Sedona）は、スティーヴン・ライニキーが作曲した吹奏楽曲。

## 概要
オハイオ州ケタリングの市民吹奏楽団（Kettering Civic Band）の創団40周年を記念して委嘱を受け、2000年に作曲された。アリゾナ州セドナの景観に着想を得て書かれた作品である。ライニキーの作品としては『ホープタウンの休日』（Hopetown Holiday）に続いて日本に紹介された作品であり、曲調の親しみやすさから、また演奏難度が高くないこともあって人気を博している。

## 楽曲
演奏時間は6分前後。吹奏楽における序曲の典型的な形式で書かれており、大きく急‐緩‐急の三部分からなるが、それぞれの部分に共通の主題が用いられて統一感を増している。
アレグロ・コン・ブリオ、変ホ長調、4/4拍子。主題をファンファーレ風に扱った序奏で始まる。シンコペーションの伴奏に乗ってクラリネットに快活な主題が提示され、これが繰り返されると、経過句を経て主題が拡大形で奏される。
トロンボーンのソロが短い経過句となり、中間部はアンダンテ・カンタービレ、ハ長調、3/4拍子となる。フルートのソロで主題が奏されるが、これは急速部の主題の変奏である。音楽がやや陰りを見せる部分を挟み、主題がトゥッティで奏されて中間部が終わる。
元のテンポに戻ると、クラリネット、バスーン、フルートのソリによってカノン風に生き生きと主題が再現される。その後主題の拡大形が再現され、プレストにテンポを上げたコーダで力強く終わる。